# ВИЧ/СПИД во Вьетнаме
Эпидемия ВИЧ значительно затронула Вьетнам.

## История
Первый случай ВИЧ в стране был выявлен в 1990 году. Предполагаемое количество людей, живущих с ВИЧ, затем резко выросло с 3 000 в 1992 году до 220 000 в 2007 году и составило 280 000 в 2012 году. Среди них 5 670 детей. По данным МВФ, эта тенденция ставит Вьетнам на порог перехода болезни из групп высокого риска потребителей наркотиков и секс-работников на население в целом. Среди потребителей инъекционных наркотиков 19 % инфицированы ВИЧ (до 30 % в некоторых провинциях).
В 2005—2010 годах выделенный бюджет покрыл лишь 50 % потребностей борьбы с ВИЧ. Более того, поскольку 70 % этой суммы было получено от международных организаций, а государственное финансирование составляло только 13 %, не было гарантий финансирования в будущем.
В 2010 профилактическим лечением по всей стране, включая работу по борьбе с ВИЧ, занимались только около 1300 медицинских работников, или в среднем 21 на каждую провинцию или большой город, что было явно недостаточно. Доктор Нгуен Тхань Лонг, начальник Управления по борьбе с ВИЧ/СПИДом Министерства здравоохранения, подсчитал, что Вьетнам должен увеличить количество медицинских работников до 20 000 к 2020 году, чтобы иметь возможность сдерживать рост числа инфицированных.

### Число инфицированных
В период 2005—2007 гг. в среднем выявлялось по 28 тысяч новых случаев ВИЧ-инфекции в год, в 2008—2012 гг. — по 17 тысяч, в 2013—2020 — по 10 000 новых случаев в год. В 2023 году в стране жило около 250 000 человек с ВИЧ-инфекцией. На 14 сентября 2023 года АРВ-терапию получали 174 261 взрослый и 2748 детей. 

## Пути передачи

### Передача через половые контакты
Если ранее основным путём передачи ВИЧ был приём инъекционных наркотиков, то к 2022 году в 82% случаев причиной заражения был небезопасный секс. В основном, риску подвергаются мужчины, практикующие секс с мужчинами.

### Среди потребителей инъекционных наркотиков
Хотя существует широкое понимание использования стерильных игл среди употребляющих инъекционные наркотики (88 % сообщили об этом во время последней инъекции) совместное использование игл является обычным явлением среди тех, кто уже заразился ВИЧ/СПИДом. По данным опроса 2009 года в 20 провинциях Вьетнама, 35 % употребляющих инъекционные наркотики, живущих с ВИЧ, пользовались общими иглами и шприцами. Кроме того, инъекционные наркоманы часто практикуют рискованное сексуальное поведение. Сообщается, что 25 % мужчин, употребляющих инъекционные наркотики в Ханое, покупают секс и не используют презервативы. Между тем, женщины, употребляющие инъекционные наркотики, часто продают секс, чтобы покрыть свои потребности в наркотиках. Это повышает риск распространения ВИЧ/СПИДа среди населения в целом.

### Другие пути передачи
Хотя ВИЧ/СПИД остаётся эпидемией только в группах высокого риска, женщины в общей популяции могут быть более подвержены риску заражения ВИЧ, чем сообщалось. По оценкам одного исследования, зарегистрированные случаи передачи ВИЧ среди женщин могут составлять всего 16 % от реального числа из-за отсутствия скрининга на ВИЧ. По оценкам, число женщин с ВИЧ-инфекцией увеличилось с менее чем 30 000 в 2000 году до 90 000 в 2007 году.
Женщины могут заразиться ВИЧ/СПИДом через партнёров, которые не сообщают о потреблении инъекционных наркотиков. Мужчины, вступающие в добрачные или внебрачные половые отношения с женщинами-сексработниками, неизбежно подвергают своих жён риску заражения ВИЧ/СПИДом. В частности, в провинциях с мобильным населением мужья-мигранты, которые, находясь вдали от дома, вероятно, покупают секс и употребляют наркотики, могут заразиться ВИЧ и передать его своим жёнам.
При потенциально высокой распространённости ВИЧ среди женщин ещё одним каналом передачи ВИЧ является перинатальная передача. Сообщается, что более 1 % беременных женщин в некоторых провинциях оказываются ВИЧ-инфицированными.

## Принимаемые меры
Правительство Вьетнама приняло программу «95-95-95», определяющую цели к 2030 году: ВИЧ-инфекция должна быть выявлена у 95 % инфицированных, 95 % выявленных инфицированных должны получать АРВ-терапию, у 95 % принимающих терапию вирусная нагрузка должна быть ниже порога подавления. На конец 2023 года была достигнута только третья цель; этот показатель составил 98,4 %.
Принимаются меры по повышению доступности АРВ-терапии для инфицированных; так, расширяется возможность применения медицинской страховки для получения терапии.
К 2021 году создано 1200 скрининговых лабораторий (теперь они есть в 100 % административных единиц уездного уровня) и 170 лабораторий диагностики ВИЧ (в 100 % провинций и больших городов). Диагностические лаборатории постепенно создаются и на уездном уровне, к концу 2018 их было 55 на примерно 700 существующих уездов/районов. Для малоразвитых горных районов разрабатываются средства экспресс-тестирования. Создаются пункты помощи ВИЧ-инфицированным (OPC-кабинеты), как самостоятельные, так и в составе больниц, других медицинский и религиозных учреждений, тюрем.
Более чем 52 тысячам человек зависимость от опиоидов заменена метадоном. В большинстве провинций распространяются бесплатные шприцы и презервативы. Налажено правовое регулирование связанных с ВИЧ вопросов, созданы профильные организации. Доля внешней финансовой помощи снизилась с 73 % в 2014 году до 48 % в 2019 году, доля финансирования органами власти и страховыми компаниями за тот же период увеличилось с 27 % до 52 %.

## Проблемы
Социальная стигматизация в отношении пациентов с ВИЧ/СПИДом представляет собой серьёзное препятствие для сдерживания распространения ВИЧ/СПИДа. Больные ВИЧ/СПИДом получают неравное лечение в больницах и им отказывают в трудоустройстве. Дети с ВИЧ не приветствуются в школах. В 2009 году родители в Хошимине заставили чиновников исключать из школ детей с ВИЧ. В 2023 году у 40 % опрошенных подростков наблюдалось дискриминирующее отношение к ВИЧ-инфицированным. Таким образом, дискриминация отпугивает людей от прохождения обследования или приёма лекарств из страха раскрыть свой ВИЧ-статус.